# Ижевский механический завод
АО «Ижевский механический завод» — многопрофильное промышленное предприятие, выпускающее гражданское и служебное оружие, электроинструмент, упаковочное оборудование, нефтегазовое оборудование, медицинскую технику, точное стальное литье. Находится на территории Ижевска. Стрелковая продукция производится под товарным знаком Baikal («Байкал»). Основную долю в производстве занимает изготовление спортивно-охотничьих ружей и пистолетов. Предприятие выпускает 87 % российского стрелкового оружия — 756 149 ежегодно. Входит в состав Группы компаний «Калашников» госкорпорации «Ростех».

## История

### В СССР
Ижевский механический завод был основан по решению Государственного комитета обороны (ГКО СССР) от 20 июля 1942 года № 2067 на базе эвакуированных цехов Тульского оружейного завода и Подольского механического завода. На основании секретного приказа Народного комиссара вооружения СССР от 21 июля 1942 года завод № 74 был разделён на два самостоятельных предприятия. На заводе № 74 было оставлено производство винтовок, карабинов и пулемётов Березина, а производство противотанковых ружей ПТРД и ПТРС, револьвера системы Наган, пистолетов и некоторых других изделий было передано на самостоятельный завод, которому первоначально было присвоено наименование Государственный союзный оружейный завод № 622 или в просторечии «Завод № 622», получивший впоследствии название «Ижевский механический завод».
На базе эвакуированных предприятий было начато изготовление пистолетов ТТ, револьверов «Наган», сигнальных ракетниц, запальных трубок Норденфельда и шаровых установок для танкового пулемёта ДТ, противотанковых ружей. В ноябре 1942 года завод № 622 приступил к сборке револьвера «Наган» из деталей собственного производства. В декабре 1942 года завод выпустил 4000 револьверов. За годы Великой Отечественной войны заводом было выпущено: 190 тыс. противотанковых ружей; 900 тыс. пистолетов и револьверов; 180 тыс. осветительных пистолетов. Во второй половине 1944 года на заводе были созданы участки по выпуску товаров народного потребления: лопат, вил, рычажного безмена, охотничьего капкана. Осваивается производство пневматического ружья и пистолета, ЗИП к мотоциклу и другая продукция.
В 1948 году было начато производство спортивных пистолетов МЦ. В 1949 году на заводе были созданы цехи по выпуску спортивно-охотничьего оружия, в 1950 году — точного литья по выплавляемым моделям. В 1952 году началось массовое производство пистолетов Макарова и самозарядного карабина Симонова. В 1954 году было освоено производство горно-шахтного пневматического оборудования, в 1961 году — 2-хцилиндрового двигателя с воздушным охлаждением для мотоциклов Иж-Юпитер, в 1966 году — узлов для автомобилей, различных изделий оборонной продукции.
С 1965 года на заводе производились задние мосты и карданные валы для автомобиля «Москвич».
В 1966 году коллектив завода был награждён орденом Ленина. Заводу на вечное хранение вручено Красное знамя.
В 1970—1980-х годах было организовано производство по выпуску электронного оборудования и других видов изделий для народного хозяйства..
Интенсивное развитие завод получил в годы руководства В. С. Чугуевского, который руководил предприятием в течение двадцати двух лет — с 1980 года до своей смерти 16 сентября 2002 года. Благодаря его усилиям были созданы многие виды производств, построены больницы, жилые дома, школы, детские сады.

### В Российской Федерации
В 1990 годы была начата конверсия предприятия и в 1994 году завод выпустил первую партию ручного электроинструмента. С 1993 года на заводе производились компрессоры для большегрузных автомобилей.

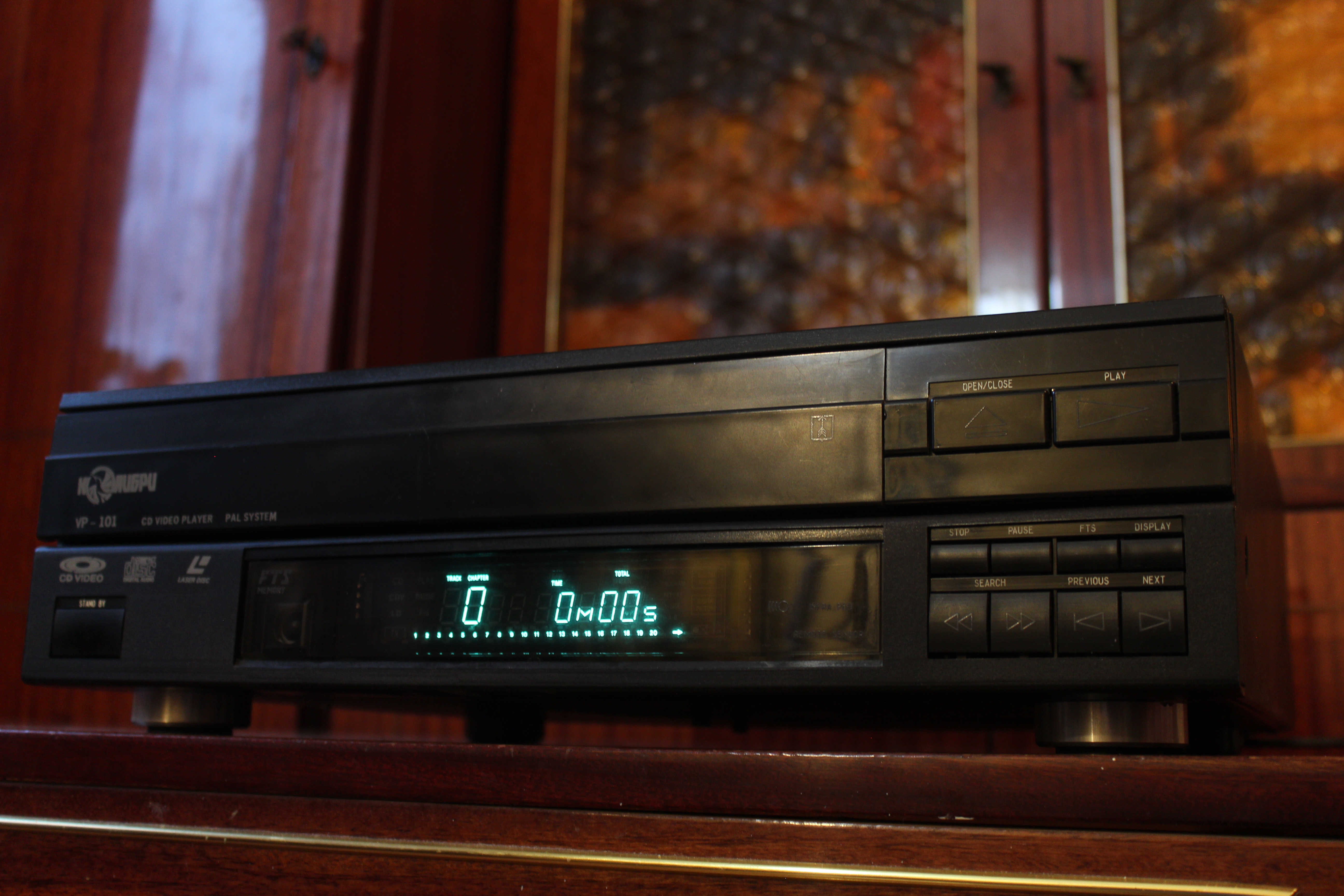
Лазерный видеопроигрыватель "Колибри ВП-101" производства ИМЗ, 1997 год.

Ижевский механический завод выпускает гражданское и служебное оружие, упаковочное оборудование, нефтегазовое оборудование, медицинскую технику, точное стальное литьё. Продукция производится под товарным знаком Baikal, имеющим международную регистрацию. Преимущественно предприятие выпускает охотничье и боевое оружие. Заводом освоено производство 100 различных видов охотничьих ружей, включая МР-27, и 18 видов пневматических винтовок. На предприятии производятся гироскопические инклинометры для нефтяной и рудной промышленности, а также кардиостимуляторы.
Среди цехов завода: ложевой, ствольный, металлургический, сборочный, экспериментальный, ремонтный, деревообрабатывающий и многие другие. Завод практически полностью обеспечивает себя инструментами, в цехах идёт производство деталей, а затем в сборочном цехе создается готовая продукция. На заводе используется современные станки для деревообработки. Однако, на заводе ещё остались немецкие станки начала XX века, которые были вывезены из Германии в качестве контрибуции. На заводе есть своя ТЭС, которая работает на газу и мазуте. ТЭС, помимо нужд завода, обеспечивает также и ближайшие жилые дома. Продукция Ижевского механического завода продается по всей России, также налажен экспорт в другие страны. Наиболее популярным товаром для экспорта является оружие, выделанное на заказ гравёрами школы оружейного мастерства имени Леонарда Васева.
Объёмы производства за 2001 год — около 600 тысяч единиц всех видов оружия. В том числе охотничьего — порядка 200 тысяч.
17 декабря 2012 года предприятие было преобразовано из ФГУП в ОАО.

## Собственники и руководство
По состоянию на конец первого полугодия 2015 года 100 % акций АО «Ижевский механический завод» принадлежит госкорпорации «Ростех». В июне 2015 года наблюдательный совет «Ростеха» одобрил продажу 51 % акций структуре Андрея Бокарева, Искандара Махмудова и Алексея Криворучко. Сделка должна быть закрыта в первом квартале 2016 года.
Директора предприятия:
- П. А. Сысоев (1942—46)
- Н. И. Палладин (1946—73)
- В. М. Плющиков (1973—76)
- Б. М. Белоусов (1976—80)
- В. С. Чугуевский (1980—2002)
- Н. П. Парфёнов (2002—2006)
- В. Н. Захваткин (2006—2009)
- А. В. Наточев (март 2009 — апрель 2010)
- В. А. Майер (август 2010 — декабрь 2013)
- М. Ю. Дорогушин (декабрь 2013 — февраль 2015)
- Александр Капустин (февраль 2015 года — июнь 2016 года)
- Александр Гвоздик (июнь 2016 года — сентябрь 2019 года)
- Николай Марков (с октября 2019 года)

## Деятельность

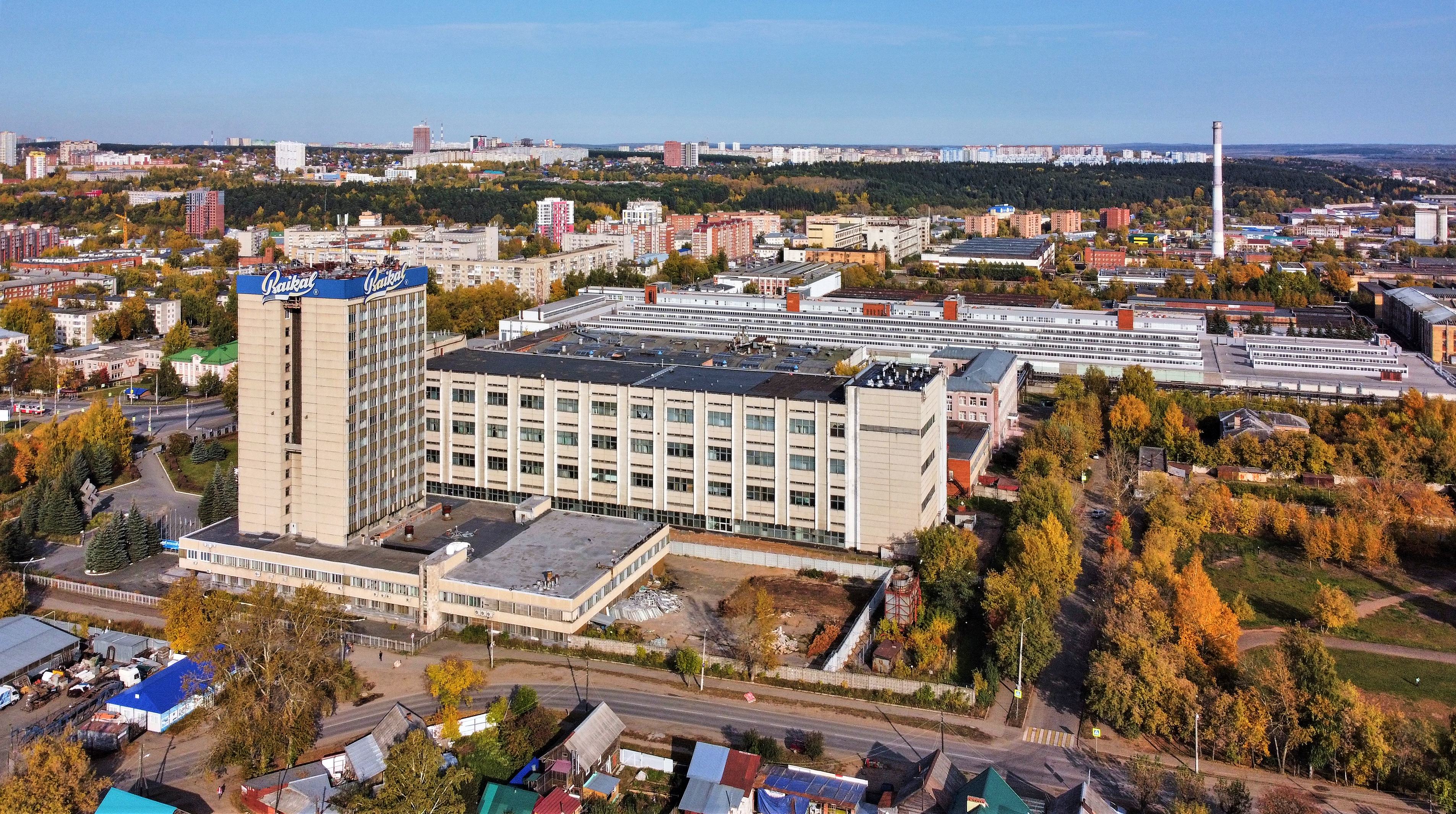
Вид на завод с высоты

### Показатели деятельности
Выручка предприятия в 2014 году — 4,081 млрд руб. при чистом убытке от деятельности в размере 22 млн рублей (с учётом корректировки, связанной с переоценкой земельных участков, чистый убыток предприятия составил 3,995 млрд руб.).
По итогам 2015 года выручка ИМЗ увеличилась на 9,2 % и составила 4,5 млрд рублей, на 375 млн рублей превысив аналогичный показатель 2014 года. Чистая прибыль по итогам 2015 года составила 31 млн рублей по сравнению с убытком 3,9 млрд рублей годом ранее (убыток без учёта переоценки недвижимости в 2014 году составлял 22 млн рублей). Прибыль от продаж по итогам 2015 года достигла 171 млн рублей по сравнению с убытком в 40 млн рублей годом ранее. Показатель EBITDA по итогам 2015 года составил 188 млн рублей, превысив аналогичный показатель 2014 года на 68 млн рублей. По итогам 2015 года объём производства ИМЗ составил 4,1 млрд рублей, продемонстрировав существенный рост (+20,8 %) к 2014 году. Объём реализованной стрелковой продукции Ижевского механического завода в 2015 году составил 368 тысяч изделий, что на 24,5 % больше показателя 2014 года. В 2015 году обеспечен рост средней заработной платы на 22 % до 25 тыс. рублей относительно 2014 года. Рост производительности труда составил 28 %, достигнув показателя в 643 тыс. рублей на одного работающего в год. По итогам деятельности за 2015 год стоимость чистых активов Ижевского механического завода увеличилась на 1,8 % и составила 1,7 млрд рублей.

### Современная продукция — оружие
В настоящее время предприятием выпускаются:

#### Гладкоствольные ружья
- МР-18М в нескольких модификациях (МР-18М-М, МР-18М-М «Юниор», МР-18EМ-М в исполнении «Спортинг»)
- МР-133
- МР-135
- МР-153 (в нескольких модификациях)
- MP-155 (модернизация МР-153)[11]
- MP-156 (инерционное ружье на базе MP-155)
- МР-27М в нескольких модификациях и вариантах исполнения (МР-27М, МР-27M «Юниор», МР-27EМ-1C в исполнении «Спортинг», МР-27M с овально-винтовой сверловкой)
- МР-43 в нескольких модификациях и вариантах исполнения
- MP-233

#### Нарезные и комбинированные ружья
- MP-18МН — одноствольная неавтоматическая винтовка (переломная)
- MP-94 «Экспресс» — двуствольная неавтоматическая винтовка (переломная)
- MP-94 «Север» — двуствольное комбинированное ружьё (переломное)
- MP-94 «Тайга» — двуствольное комбинированное ружьё (переломное)
- MP-94MP — двуствольное комбинированное ружьё (переломное)
- MP-161K — полуавтоматическая винтовка
- МР-142К — одноствольная неавтоматическая винтовка
- МР-143 — охотничий вариант винтовки Мосина
- MP-221 «Артемида» — двуствольная винтовка (штуцер)
- ОП-СКС — охотничий вариант самозарядного карабина Симонова

#### Пистолеты и револьверы
- Пистолет Макарова и его модификации (экспортный вариант BAIKAL-442)
- Пистолет Ярыгина и его модификации (МР-446 «VIKING», МР-446С «VIKING»)
- ПСМ (и его экспортный вариант МР-75)
- спортивные пистолеты МЦМ, МР-35М, МР-438
- револьвер MP-412

#### Служебные пистолеты
- MP-71 (c 1996 года до сентября 2008 года выпускался под названием ИЖ-71) — служебный пистолет, аналог пистолета Макарова под патрон 9×17 мм
- МР-71Н (до сентября 2008 года выпускался под названием ИЖ-71-100) — служебный пистолет под патрон 9×17 мм, аналог MP-71, ёмкость магазина 10 патронов
- МР-471 — служебный травматический пистолет под патрон 10×23 мм Т

#### Оружие самообороны

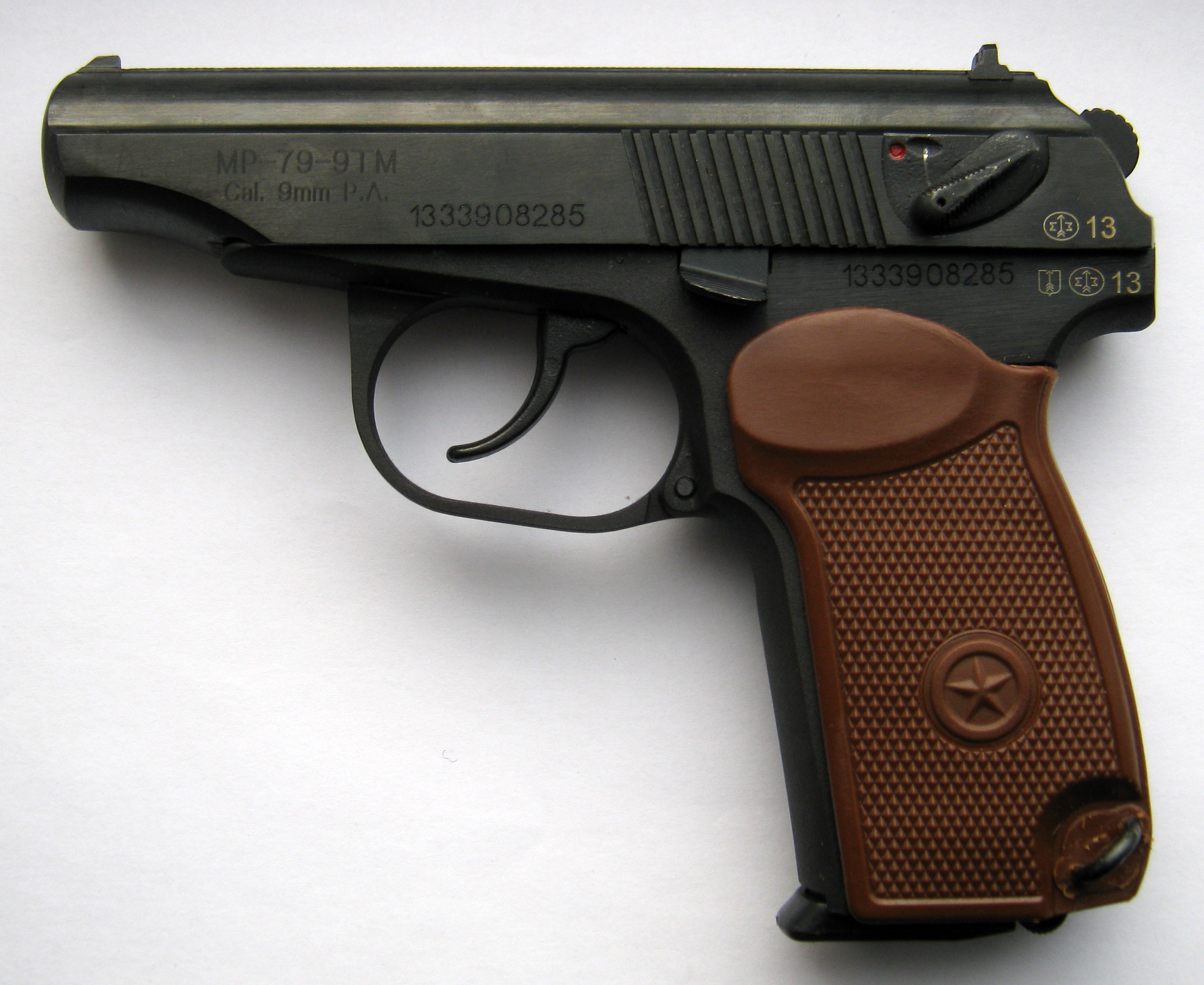
Пистолет огнестрельный ограниченного поражения МР-79-9ТМ

- МР-461 «Стражник» — пистолет огнестрельный ограниченного поражения (бесствольное оружие)
- МР-79-9ТМ — пистолет огнестрельный ограниченного поражения
- МР-78-9ТМ — пистолет огнестрельный ограниченного поражения
- МР-80-13Т — пистолет огнестрельный ограниченного поражения
- МР-79-8 — пистолет газовый
- МР-341 — пистолет двуствольный огнестрельный ограниченного поражения
- МР-353 — пистолет огнестрельный ограниченного поражения

#### Макеты пистолетов массогабаритные
- ММГ Р-446 «VIKING»

#### Пневматическое оружие
- пневматические винтовки МР-573, МР-574K, МР-512, МР-512М, МР-513М, МР-532, МР-514К, МР-60, МР-61
  - МР-562К (пневматический ППШ с авт. огнём)
- пневматические пистолеты МР-53М, МР-672, МР-46М, МР-621
- газобаллонные пневматические пистолеты МР-651К, МР-654К (пневматический МР-71Н), МР-655К (имеет внешнее сходство с ПЯ), МР-656К, МР-661K «DROZD»

### Ранее выпускавшееся оружие
- ИЖ-34, ИЖ-34М, ИЖ-35, ИЖ-35М — модификации спортивного мелкокалиберного пистолета
- двуствольные ружья ИЖ-49, ИЖ-54, ИЖ-58, ИЖ-26, ИЖ-12, ИЖ-81
- MP-81 — травматический пистолет

### Продукция предприятия — прочее

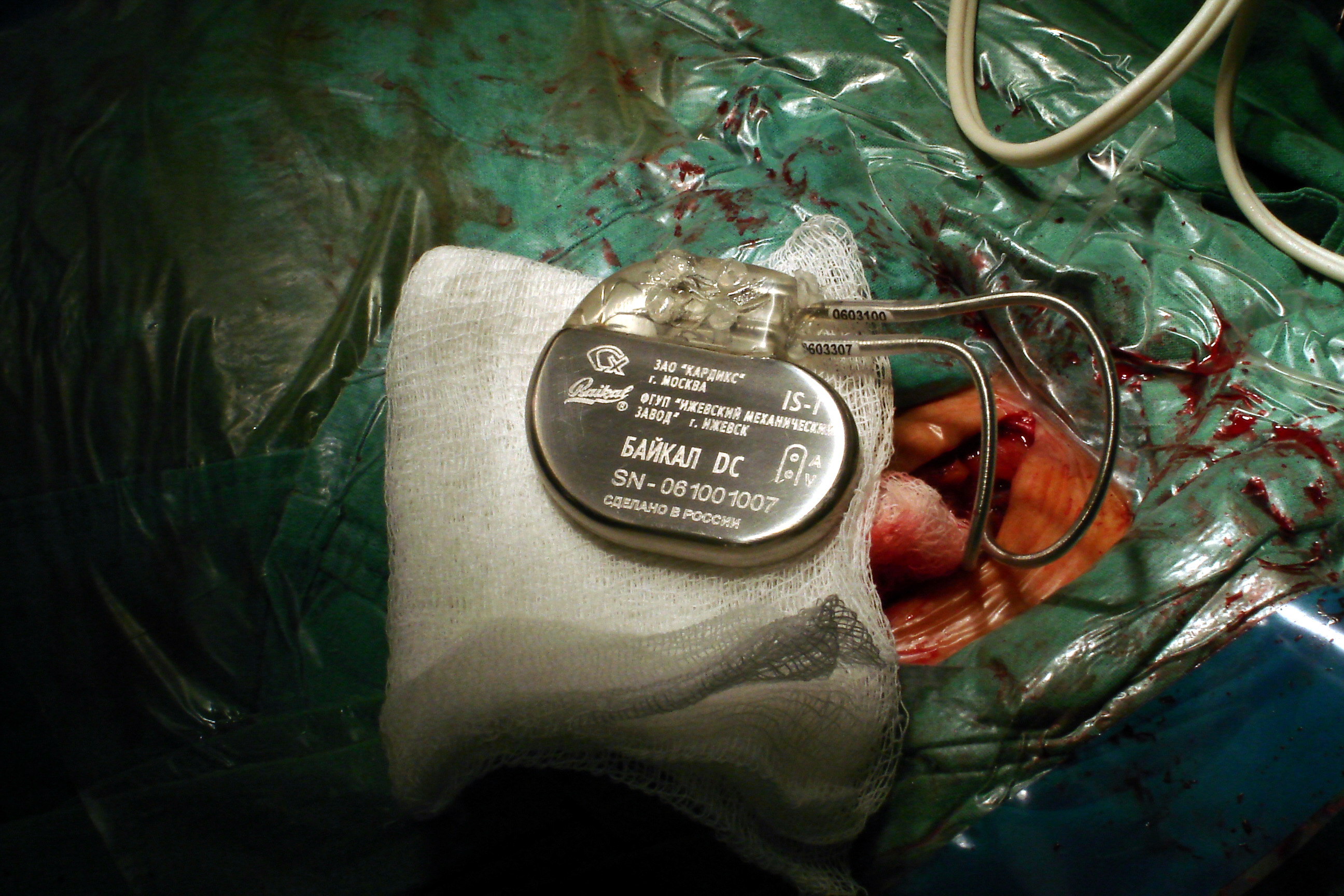
Электрокардиостимулятор «Baikal» подготовлен к имплантации

Гражданская и специализированная продукция завода:.
- Ручной электроинструмент

Перфораторы, Дрели ударного действия, Лобзики маятниковые, Пилы дисковые, Пилы цепные,
Машины шлифовальные угловые, Машины ленточно-шлифовальные, Рубанки, Подставка для рубанков.
- Упаковочное оборудование

Автоматы упаковочные: АО-111, АО-144.
Вспомогательное оборудование: АФ 121.05.00.000, АФ 121.20.00.000, АФ 121.40.00.000.
Несерийное оборудование: ФЛ1, ФЛ2.
- Медицинская техника

Электрокардиостимуляторы: БАЙКАЛ-332, БАЙКАЛ-SC, БАЙКАЛ-SR, БАЙКАЛ-DDD, БАЙКАЛ-DC, БАЙКАЛ-DR.
Программатор: ПРОГРЭКС-05-ИМЗ.
Электроды: БИП-01-ИМЗ, БИП-02-ИМЗ
- Микроэлектроника

Предприятие разрабатывает, производит и поставляет микроэлектронные изделия с использованием гибридной (толстопленочной и тонкопленочной) и полупроводниковой КМОП-технологии.
- Литейная продукция

Предприятие производит литьё из среднеуглеродистой стали; инструментальной стали; легированной и высоколегированной стали; сплавов со специальными свойствами.
- Геофизическое оборудование

Предприятие производит инклинометры гироскопические моделей ИГМ-73-120/60 М и ИГМ-42-85/60.
- Компрессоры

Предприятие выпускает автомобильные компрессоры 53205-3509015, 53205-3509015-01, которые предназначены для тормозных систем автомобилей «КАМАЗ» и транспортных средств с двигателем семейства ЯМЗ-8000 в качестве источника сжатого воздуха. С 1994 года ФГУП «Ижевский механический завод» осуществляет серийные поставки компрессоров 53205-3509015 на ОАО «КАМАЗ».

## Санкции
18 июля 2025 года, из-за российского вторжения в Украину, Ижевский механический завод включён в список санкций Евросоюза так как он «производит оружие для российских вооруженных сил, воюющих в Украине».